# 미래시제
미래시제(未來時制)는 언어에서 미래의 행위, 현상, 상태 등을 표현하는 시제이다. 시제가 있는 언어에서 현재시제와 미래시제를 구분하지 않는 언어도 많다. 반대로 미래시제와 비 미래 시제로 이루어진 언어도 있다. 미래는 본질적으로 확정된 것이 아니며 관계 개념으로 약속, 추측, 의지, 희망, 명령, 권유, 의무 등이 있다. 언어에 따라 이들을 미래 시제로 표현하고, 다른 형식으로 표현하기도 한다. 